# Jiří Feureisl
Jiří Feureisl (* 3. Oktober 1931 in Strašice, Okres Rokycany, Tschechoslowakei; † 12. Mai 2021 in Karlovy Vary, Okres Karlovy Vary, Tschechien) war ein tschechoslowakischer Fußball- und Eishockeyspieler.

## Karriere
Feureisl begann seine Karriere bei Slavia Karlovy Vary, ehe er 1952 zum Armeedienst eingezogen wurde und diesen beim Armeesportklub Tankista Prag ableistete. Für Tankista spielte er in der Přebor republiky, der höchsten tschechoslowakischen Spielklasse im Fußball. In der Spielzeit 1953 wurde er mit neun Saisontoren zusammen mit Ota Hemele von ÚDA Prag Vierter der Torschützenliste.
1954 kehrte er zum Zweitligisten aus Karlovy Vary zurück und debütierte am 10. Mai 1956 beim 6:1-Sieg gegen die Schweiz im Spiel um den Europapokal der Nationalmannschaften in der tschechoslowakischen Nationalmannschaft.
Obwohl noch immer Zweitligaspieler, wurde er von Nationaltrainer Karel Kolský anlässlich der Fußball-Weltmeisterschaft 1958 in Schweden in den tschechoslowakischen Kader berufen. Feureisl kam in der Vorrunde im zweiten Gruppenspiel beim 2:2 gegen die BR Deutschland zum Einsatz. Im dritten Gruppenspiel gegen Argentinien steuerte er einen Treffer zum zwischenzeitlichen 4:1 bei. Der Endstand von 6:1 war der höchste Sieg einer tschechoslowakischen Mannschaft bei einer Weltmeisterschaft. Das Entscheidungsspiel um Platz 2 gegen die punktgleichen Nordiren, welches mit 1:2 verloren wurde, war gleichzeitig Feureisls letztes von elf Länderspielen, in denen er sieben Tore erzielte.
Feureisl spielte neben dem Fußball auch Eishockey bei Dynamo Slavia Karlovy Vary, zunächst in der erstklassigen 1. Liga, von 1956 bis 1971 in der 2. Liga respektive 1. Česká národní hokejová liga und zuletzt in der drittklassigen Divize.